# 萩形ダム
萩形ダム（はぎなりダム）は、秋田県北秋田郡上小阿仁村南沢字小阿仁、米代川水系小阿仁川に1961年（昭和36年）に着工し、1966年（昭和41年）に竣工されたダムである。杉沢発電所は1966年（昭和41年）に運用開始された。萩形ダムの放流口脇にあるのが萩形発電所で2014年（平成26年）に竣工した。萩形ダムは県営第１号のダムとして総事業費18億円で完成した。

## 歴史

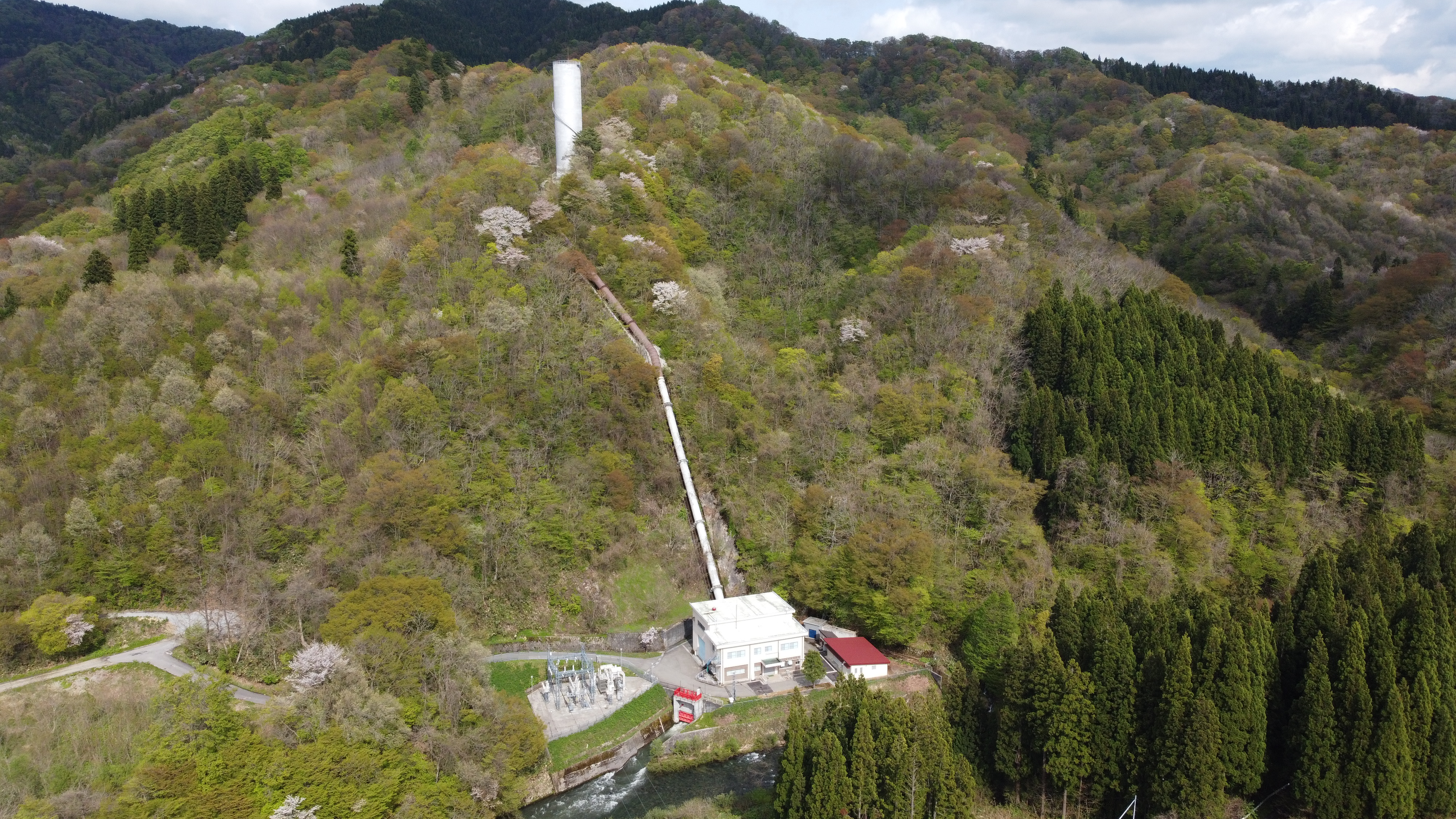
杉沢発電所

1950年（昭和25年）国は国土総合開発法を公布した。この法にしたがって秋田県の阿仁・田沢が特定地域総合開発地区に指定され、上小阿仁村もこの地区に入っていた。この開発計画は資源開発、特に電力開発に重点が置かれていた。小阿仁川は太平山を水源として北秋田市合川町李岱で合流するおよそ50kmの河川であるが、護岸工事は未着工の部分が多く、比較的緩やかな勾配にもかかわらずしばしば洪水に襲われてきた。
秋田県は昭和34年6月「電気関係事業追加予算」で萩形ダムの調査費60万円を組み入れ、萩形ダムは現実味を帯びてきた。翌年2月7日「秋田県振興計画」の中に萩形ダムの建設計画が登場した。村ではこれを契機に発展を望む村民が多数存在していたと思われる。しかし、昭和35年4月にはダムの水を馬場目川水系の杉沢発電所に分流する設計であることが村議会で報告された。昭和36年1月1日に畠山源義村長は「昭和36年の課題」の中で分流案であることを村民に提示する。分流案報告で村民のダムに対する不安が高まっていた頃、昭和36年1月17日に小畑勇二郎秋田県知事、ダム関係部課長が上小阿仁村を訪れ萩形ダム建設促進のための事情説明と協力要請の会が開かれた。そこで、関係部課長は「既存の水利権は絶対に守る。発電用水を優先することもないし、飲料水には絶対使わせない。（工事用道路を自村に作って欲しいという要望に対して）知事と相談して善処したい。（萩形部落に対し交渉がないことに対して）萩形ダムは非常に早くきまったので、本日は早手回しにご了承を得たい。補償の時期は2,3年後になるものもあると思う。将来の移転先等についても十分意見を聞いて八郎潟干拓地への入植をしていただきたいと思い県当局にお願いしている。」などと回答した。4月1日には県は「水系変更許可申請書」を村長に送付してきた。村長はこれを何度も再延期したが、知事は昭和37年2月末までに回答せよという期限つきの要請書を送ってきた。39年7月13日に県、合川町、上小阿仁村3者による小阿仁川がんがい用水補償協議会が開催され、水利施設費として両町村に合わせて3200万円の補償金を配分することで合意した。この合意に先立つ2ヶ月前に萩形ダムの起工式が5月14日沖田面で盛大に行われた。
萩形部落の部落民は昭和36年3月23日村長、村議会に対して補償の要望を提出した。それに対して村長は文書で「農業者として他に転住したい御希望の方々には八郎潟干拓への入植等を斡旋し、他に転業する方についても夫々御相談して行きたいと思って居りますので…」などと回答した。萩形部落民は総会を開き「萩形ダム補償期成同盟会」を作り、交渉については団体交渉権を尊重して強制的個別交渉はやめてもらいたいとした。補償について県から具体的な指示がないままダム建設が起工に向かって進行していた。3月には工事道路が萩形への森林軌道を撤去して拡幅することに決定した。6月24日県砂防水利課長らが萩形部落を訪れ、ダムの設計変更により全戸水没案から一部水没案に変更することを通告した。秋田魁新報紙では「…しかし今彼らの前で起こっている問題は彼らにとって死活の問題でありどうしても立ち上がらねばならぬ重大問題である。たとえば確実に入ってくるはずの補償金をあてに銀行から借金をしてよそに土地を買った人たちがどうなるかという経済問題、あるいは補償金と都市部への移転を期待してこの部落にとついできた若い嫁をかかえた家庭の精神的問題など全国的に異例といわれるこの問題を、県当局はどのように解決するつもりだろうか。…」と報道した。昭和37年2月27日に小畑知事以下が村を訪れ行政懇談会が開かれた。彼らは「萩形の人たちや、村の方々に御心配をおかけしておりますが責任をもって心配ないようにしていきます。」と答弁した。水没予定地区の家は39年までに10戸が補償移転した。残った家もダムにより周囲の環境が一変したために山との関わりだけでは生活ができなくなり、村では昭和44年7月「へき地小集落解消促進条例」を可決して1戸に50万円の移転費を補助することで残り12戸もこの年に移転が完了した。
平成26年3月萩形ダムの直下に萩形発電所が竣工された。萩形ダムからは、河川機能の維持のため、一定量を河川に放流していた。萩形発電所は、この維持放流を有効活用した小水力発電所である。ダム下部にある手前の建物が萩形発電所である。
萩形ダムが作られる前には、萩形ダムの下流にある八木沢地区に小阿仁川発電所（通称大淀発電所）があった。八木沢地区に堰堤があり、そこからトンネルで高落まで水を引き込み発電するものであった。小阿仁川ダムは萩形ダムの完成のため廃止になったが、大正11年4月から昭和41年の45年間使用された。工事は大正7年頃から始まり、当時としては上小阿仁村では他に見られないようなコンクリート工事であった。工事には朝鮮人の人夫が民族服を着て働いていた。大きな発動機は何十人もの人夫が綱をつけて、掛け声をかけながら一歩一歩進んで運んだという。廃止当時の出力は常時785kW、最大1800kW。使用水量は3.85m3/s、有効落差64.5m、堰堤の頂長35m、高さ4mであった。

## 萩形集落
萩形地区は小阿仁川の上流部にあった奥地の集落である。谷間は小盆地でありおよそ30ha近い耕地が開かれていた。山を超えて五城目町との交渉が深く、水沢の松樹院を菩提寺とした。昭和45年の鈴木万次郎『はぎなり』によると、1822年（文政5年）に阿仁の萱草や根子から11世帯が移住して村が開かれたとする。昭和36年頃が最盛期で38戸だった。昭和39年、萩形ダムの建設により17戸が移住し、昭和40-43年にかけて9戸が個人移住、集落再編事業により12戸が集団移転して無人となった。移住先は村内が7戸、五城目町が24戸、森吉町、八郎潟町、秋田市などである。
沖田面小学校萩形分校は明治33年開設、昭和44年に閉校した。一時期中学校の分校も併設された。営林署の事務所は明治38年設置、昭和44年廃止された。森林軌道は大正14年開通し、昭和38年に廃線となった。電気は昭和39年に導入され、電話は昭和41年に開通された。昭和45年に「離村記念碑」が建立、昭和45年に『はぎなり』、昭和61年に『萩形の変遷と教育』が上小阿仁村教育研究所から発行された。現在は田畑は杉林になり、墓地は移転し供養塔が立ち、神社のみが残っている。村人はダム建設によって四散した。移転者は「集団移転の要望を幾度も続けましたが取り上げてもらえませんでした。血の通わない行政が、萩形の住民を引き裂いたものと、今も当時の関係者に強い不満を抱いております。」と証言する。
江戸時代に萩形集落を開発したのは五城目町の渡辺彦太郎である。あるとき、彦太郎は工事完成を祈るために太平山に登り、萩形に下山した。村の人々は彦太郎に豆殻を砕いた食事を出してもてなしてくれた。彦太郎は山村の人々も米の飯を食べるようにならなければと思い工事にとりかかり、山地に用水路を通し6町歩の開田をした。現在、萩形集落跡には萩形キャンプ場がある。